# Torsten Kracht
Torsten Kracht (* 4. října 1967 Grimma) je bývalý německý fotbalista, střední obránce.

## Fotbalová kariéra
Ve východoněmecké oberlize hrál za 1. FC Lokomotive Leipzig, nastoupil ve 109 ligových utkáních a dal 6 gólů. S 1. FC Lokomotive Leipzig vyhrál dvakrát východoněmecký fotbalový pohár. Za reprezentaci Východního Německa (NDR) nastoupil v letech 1988–1990 ve 2 utkáních. Po sjednocení Německa hrál za VfB Leipzig, VfB Stuttgart, VfL Bochum, Eintracht Frankfurt, Karlsruher SC a 1. FC Lokomotive Leipzig. V Bundeslize nastoupil ve 167 utkáních a dal 5 gólů. V Poháru vítězů pohárů nastoupil ve 2 utkáních a v Poháru UEFA nastoupil v 11 utkáních.

## Ligová bilance
| Ročník                                  | Zápasy | Góly | Klub                     |
| --------------------------------------- | ------ | ---- | ------------------------ |
| DDR-Oberliga 1985/86                    | 20     | 1    | 1. FC Lokomotive Leipzig |
| DDR-Oberliga 1986/87                    | 4      | 0    | 1. FC Lokomotive Leipzig |
| DDR-Oberliga 1987/88                    | 24     | 2    | 1. FC Lokomotive Leipzig |
| DDR-Oberliga 1988/89                    | 19     | 1    | 1. FC Lokomotive Leipzig |
| DDR-Oberliga 1989/90                    | 16     | 1    | 1. FC Lokomotive Leipzig |
| DDR-Oberliga 1990/91                    | 26     | 1    | 1. FC Lokomotive Leipzig |
| 2. německá fotbalová Bundesliga 1991/92 | 31     | 3    | VfB Leipzig              |
| 2. německá fotbalová Bundesliga 1992/93 | 43     | 3    | VfB Leipzig              |
| Německá fotbalová Bundesliga 1993/94    | 13     | 0    | VfB Stuttgart            |
| 2. německá fotbalová Bundesliga 1994/95 | 32     | 2    | VfB Leipzig              |
| 2. německá fotbalová Bundesliga 1995/96 | 33     | 5    | VfL Bochum               |
| Německá fotbalová Bundesliga 1996/97    | 29     | 2    | VfL Bochum               |
| Německá fotbalová Bundesliga 1997/98    | 28     | 0    | VfL Bochum               |
| Německá fotbalová Bundesliga 1998/99    | 26     | 1    | VfL Bochum               |
| Německá fotbalová Bundesliga 1999/00    | 32     | 1    | Eintracht Frankfurt      |
| Německá fotbalová Bundesliga 2000/01    | 32     | 1    | Eintracht Frankfurt      |
| 2. německá fotbalová Bundesliga 2001/02 | 31     | 2    | Karlsruher SC            |
| 2. německá fotbalová Bundesliga 2002/03 | 36     | 1    | Karlsruher SC            |
| CELKEM DDR-Oberliga                     | 109    | 6    |                          |
| CELKEM Německá fotbalová Bundesliga     | 167    | 5    |                          |